# Озорные анимашки
«Озорны́е анима́шки», также «Анима́шки» (англ. Animaniacs, букв. «Аниманья́ки») — американский комедийный мультипликационный сериал о семейке Уорнер, созданный компанией Warner Bros. Премьера состоялась 13 сентября 1993 года. Помимо Якко, Вакко и Дот Уорнер, в этом сериале имеются другие герои (например Пинки и Брейн).
Изначально мультсериал показывали на Fox Kids, но в 1995 году он стал транслироваться на The WB. Это второй мультсериал производства компании Стивена Спилберга Amblin Entertainment совместно с Warner Bros (после Приключений мультяшек). В Озорных анимашках всего содержится 99 эпизодов. С участием главных персонажей был также выпущен полнометражный мультфильм Желание Вакко.
В то время как шоу не имело установленного формата, большинство эпизодов состояло из трёх коротких мини-эпизодов, в каждом из которых играл различный набор персонажей и соединительных сегментов. Отличительными чертами сериала являются его музыка, броские фразы и юмор, направленный на взрослую аудиторию.
Каждый эпизод Озорных анимашек обычно состоит из двух или трёх мультяшных короткометражек. Сегменты мультсериала могут различаться по времени: от переходных сегментов длиной менее минуты до эпизодов, охватывающих всю длину шоу.
В январе 2018 года было объявлено о возрождении сериала: как минимум 2 новых сезона будут сняты совместно с Amblin Entertainment и Warner Bros. Animation, с возвращением продюсера Стивена Спилберга, автора песен Рэнди Рогела и многих из главных актёров озвучивания. Премьера первого сезона ребута состоялась 20 ноября 2020 года на Hulu.

## Сюжет
В начале некоторых серий даётся вымышленная история о героях:

Место и время действия — Голливуд, 1930 год, студия «Уорнер Бразерс». Здесь, в департаменте анимаций художник усердно трудился над созданием мульт-звёзд. В конце концов, им были созданы три новых персонажа, а именно братья Уорнер и сестрица Дот. К несчастью, малютки Уорнер оказались дурно воспитаны и совершенно неуправляемы. Тройка носилась по студии, круша всё на своем пути, наводя ужас на всех обитателей студии, пока их не поймали. Отснятые ленты с Уорнерами, как абсолютно бесполезные и лишенные всякого смысла, были захоронены в хранилище студии с тем, чтобы никогда не быть выпущенными в свет. Что касается самих Уорнеров, они были заперты в студийной водонапорной башне. Официально студия всегда отрицала всякое существование Уорнеров. Постепенно о них забыли. До того самого дня уже в 1990-х, когда они вырвались на свободу.

## Персонажи

Главные герои Якко, Вакко и Дот Уорнеры названы в честь одноимённой компании

В мультсериале задействован широкий состав персонажей, разделённых на отдельные сегменты, где каждая пара или набор персонажей действовали в своём собственном эпизоде.
Якко, Вакко и Дот Уорнеры — мультяшные ушастые и хвостатые с большими красными носами герои 1930-х годов неизвестного вида. За непослушное поведение они были заперты в водонапорной башне Warner Bros. Однако в 1990-х годах им удалось сбежать. После побега, они часто взаимодействовали с работниками студии, в том числе с охранником Ральфом, психиатром Шкрабеднюхом (Шмыг-Царапом) и с медсестрой Нёрс.
Уорнеры живут в водонапорной башне на студии Уорнер Бразерс (Бербанк, Калифорния). В мультсериале часто были эпизоды в разных местах и в разные периоды времени: они взаимодействовали с известными людьми и творцами прошлого и настоящего, а также с мифологическими персонажами и персонажами современной поп-культуры и телевидения. Андреа Романо, звукорежиссёр и директор по кастингу, сказала, что Уорнеры «связывают шоу вместе», появляясь и представляя сегменты других персонажей.
Том Рюггер и другие художники-аниматоры сделали образы Уорнеров похожими на персонажей мультфильмов 1920-х и 1930-х годов, таких как Кот Феликс, Кролик Освальд, Микки Маус и Минни Маус (ранние версии).

### Основные персонажи
- Якко Уорнер (англ. Yakko Warner). Он знает довольно много обо всём, особенно о кино, кинозвёздах и о том, что касается киноиндустрии. Он старший, поэтому его можно считать лидером их трио, также он самый высокий в их трио. Многие идеи исходят от него. Якко всегда не прочь поболтать, и может заговорить кого угодно. Произносит «всем спокойной ночи», когда в кадре звучат завуалированные пошлости (или фразы, которые можно так истолковать). Знает японский и испанский. Якко может быть обаятельным и галантным, если конечно захочет этого. Ещё одной страстью являются девушки. Завидев симпатичную девушку, он забывает обо всём на свете. Любимым занятием является игра в теннисный мяч, привязанный к ракетке. Он чемпион в этом и может играть сразу двумя. Носит коричневые штаны с чёрным поясом и жёлтой пряжкой.
- Вакко Уорнер (англ. Wakko Warner). У него недостаток глюкозы и поэтому он иногда испытывает неожиданный голод. Да и так тоже не прочь поесть. Он ест всё, обычную еду (предпочитает мясо) вместе со столовыми приборами, камни, деревяшки, мушкеты, стекло, краску и т. д. После того как подкрепится, Вакко любит весело рыгнуть. Любит играть на барабанах, тарелках, гонгах и всём, что требует использования молоточков и палочек. Главное, чтобы это было побольше и погромче. Его рождественская мечта — большой медный молот и сверкающая наковальня. У него есть мешок, из которого он может достать всё что угодно, даже самого Элвиса или красный «Шевроле» 1956 года. Он, как и его брат, без ума от девушек. Больше всего его привлекает Нёрс — медсестра, которая помогает Доктору Шмыг-Царапу, личному психиатру Уорнеров. Вакко образован чуть меньше своего старшего брата, и часто не слишком «врубается» в происходящее. Но он любит произносить многозначительные фразы, например «Возможно» — это его любимый ответ на многие вопросы. Также одним из его любимых слов является «Faboo» — «балдеешь», «улёт» и так далее в разных переводах. Он почти всегда держит при себе большой деревянный молот, которым владеет в совершенстве и применяет на тех, кто его обидит. Любимая игра — «войнушка». Также ему нравится составлять огромные конструкции для какого-нибудь простого действия. Вакко одет в синюю футболку и красную кепку, которую он почти никогда не снимает (и даже моется в ней).
- Дот Уорнер (англ. Dot Warner). Полное имя — Дотти Уорнер. Порой она говорит, что её зовут — принцесса Анжелина Контесса Луиза Франческа Банана Фанна Бо Беска Третья[9]. Младшая сестрица Уорнер просто богиня очарования. Никто не может устоять перед её очарованием и милой мордашкой. Дот постоянно хочет, чтобы ею восхищались. Она кажется хрупкой и беззащитной маленькой девочкой (по крайней мере, так она сама о себе думает). У неё есть коробочка, где живёт её питомец — это довольно большой монстр, который помещается туда непонятным образом. Дот обожает давать автографы и интервью, отвечать на письма, к ней приходят тысячи писем. Дот нравится вся эта слава, но она не поддалась высокомерию, как многие звёзды. У неё также есть свой личный сегмент в шоу под названием «Уголок Дот», в котором она выступает на сцене кафе, зачитывая стихи. Любимое занятие Дот — быть «душечкой» и сводить с ума парней. Она охотится за разными кинозвёздами, особенно за Мелом Гибсоном. При виде красивого парня она буквально тает и произносит ту же фразу, что и братья (при виде девушек). Она носит розовую юбочку и заколку в виде жёлтого цветка.
- Доктор Шкрабеднюх / Доктор Шмыг-Царап[10] (англ. Dr. Scratchansniff). Психиатр студии. Полное имя — доктор Отто вон Шкрабеднюх / Шмыг-Царап (англ. Dr. Otto von Scratchansniff). Раньше у него были волосы, но из-за работы с Уорнерами он их вырвал. Несмотря на нервный срыв, который они ему доставили, доктор продолжает работать с ними. Если судить по фотографиям, то Шмыг-Царап знает многих знаменитостей.
- Мистер Плотс (англ. Mr. Plotz) или Тадеуш Плотс (англ. Thaddeus Plotz). Жадный начальник студии. Ненавидит Уорнеров, хотя те любят ему докучать. Имеет секретаршу, без которой он как без рук. Из-за её ухода Уорнеры даже одно время работали на него, и довели его до белого каления. Обожает большие деньги.
- Нёрс (англ. nurse — медсестра). Привлекательная медсестра-помощница доктора Шкрабеднюха. Когда её видят Якко и Вакко, то просто теряют голову (это злит Дот, хотя в одной серии она вздыхает и произносит: «А она ничего») и стремятся поцеловать её. В некоторых мультфильмах можно видеть такую же девушку, но в другом костюме. Хотя Якко и Вакко ко всем девушкам обращаются: «Привет, Нёрс!» (или говорят другое имя).

### Другие персонажи
- Пинки и Брейн. Две генетически изменённые лабораторные мыши, которые постоянно строят планы и пытаются захватить мир различными способами.
- Белка Слэппи (англ. Slappy Squirrel). Престарелая мульт-актриса, прославившаяся в своё время благодаря непомерному применению к своим врагам взрывчатки. По словам Якко, она «сделала из мульт-насилия искусство». Слэппи может легко перехитрить антагонистов и использует свои уловки, чтобы обучить своего племянника Скиппи, которого очень любит. О других членах её семьи информации нет. Сюжеты мультфильмов с ней заключаются в добывании орехов, борьбе со старыми врагами и т. п. Почти каждый эпизод она заканчивает фразой: «Вот это — комедия!»
- Бельчонок Скиппи (англ. Skippy Squirrel). Племянник Слэппи. Восхищается своей тётушкой. О его семье ничего не известно, поэтому Слэппи является его законной опекуншей. Она всячески заботится о нём. Сам Скиппи восхищается её победами.
- Голуби Бобби, Песто и Сквит. Они являются пародией на персонажей фильма Славные парни (англ. Goodfellas) — все трое состоят в банде «Крутые сизари» (англ. Goodfeathers).  Часто спорят друг с другом, что и заканчивается дракой Песто и Сквита. Их босс — тучный голубь по имени Крёстный Гуль — пародия на Крестного отца дона Вито Корлеоне. При встрече трио голубей целует ему ноги. Говорит непонятно, Бобби расшифровывает его реплики остальным.
- Рита (англ. Rita). Саркастичная кошка, которая путешествует по миру в поисках родного уголка. В мультфильмах с её участием много поёт, в оригинале озвучена известной певицей Бернадетт Питерс. В приюте для животных повстречала Ранта — своего верного друга, который однажды становится ей дороже исполнения заветной мечты.
- Рант (англ. Runt). Большой недалёкий пёс породы староанглийская овчарка (бобтей)), друг Риты. Считает её собакой и путешествует вместе с ней.
- Баттонс (англ. Buttons). Немецкая овчарка, пускающаяся за Минди в погоню, чтобы в целости и сохранности доставить её домой. Именно на него сыплются все шишки и выговоры.
- Минди (англ. Mindy). Маленькая, но очень подвижная девочка, то и дело сбегающая из дома, увлёкшись, например, кошкой или воздушным шариком.
- Минерва Минк (англ. Minerva Mink). Очень симпатичная норка, живущая в парке. Как и Нёрс, она — объект восхищения Якко и Вакко, а также всех мужчин вокруг. Но у неё есть мечта — иметь друга. В мультфильмах её постоянно стараются поймать, но она лишь обольщает охотника-собаку. Как и Дот, она просто без ума от красивых парней (волков или тому подобных).

## Роли озвучивали
| Актёр            | Роль                                        |
| ---------------- | ------------------------------------------- |
| Роб Полсен       | Якко Уорнер, Пинки, доктор Шкрабеднюх       |
| Джесс Харнелл    | Вакко Уорнер                                |
| Тресс Макнилл    | Дот Уорнер, Нёрс                            |
| Морис Ламарш     | Брейн, Сквит                                |
| Фрэнк Уэлкер     | охранник Ральф, мистер Плотс, Рант, Баттонс |
| Шерри Стоунер    | белка Слэппи                                |
| Нэйтан Рюггер    | бельчонок Скиппи                            |
| Чик Веннера      | Бобби                                       |
| Джон Мариано     | Песто                                       |
| Бернадетт Питерс | Рита                                        |
| Нэнси Картрайт   | Минди                                       |
| Джули Браун      | Минерва Минк                                |

## Роли дублировали

### Дубляж на русский язык (2003)
| Актёр               | Роль               |
| ------------------- | ------------------ |
| Юрий Маляров        | Якко Уорнер, Пинки |
| Дмитрий Поляновский | Вакко Уорнер       |
| Андрей Бархударов   | Брейн              |